# Cân bằng hơi–lỏng
Cân bằng hơi–lỏng (còn được viết tắt là VLE theo cụm từ tiếng Anh Vapor-Liquid Equilibrium) là một sự cân bằng pha trong đó một chất lỏng và một chất hơi hoặc khí ở trạng thái cân bằng nhiệt động. Cân bằng hơi-lỏng cũng được đặc trưng bởi sự bằng nhau của lượng chất ngưng tụ và lượng chất hóa hơi. Ngoài ra, thế hóa học là bằng nhau đối với cả hai pha.
Đối với cùng một chất tinh khiết, cân bằng hơi-lỏng hiển nhiên là được xác định bởi các tham số áp suất và nhiệt độ. Trong trường hợp hỗn hợp chất, các thành phần của chất lỏng và hơi cũng phải được chỉ rõ. Thành phần thường được cho dưới dạng tỉ lệ mol, trong đó x cho pha lỏng và y cho pha hơi. Một trạng thái cân bằng hơi-lỏng tồn tại trên vùng nằm giữa các điểm ba và điểm tới hạn trên biểu đồ pha. Áp suất được thiết lập trong trạng thái cân bằng hơi-lỏng được gọi là áp suất hơi bão hòa.

## Hỗn hợp
Cân bằng hơi-lỏng của một hỗn hợp có đặc trưng là thành phần của các pha lỏng và hơi thường khác nhau. Hiện tượng này được gây ra bởi độ bay hơi khác nhau dẫn đến áp suất riêng phần của các chất khác nhau, và được ứng dụng trong các quá trình tách chất trong hỗn hợp. Các chất có nhiệt độ hóa hơi thấp hơn sẽ tập trung nhiều hơn ở pha hơi, trong khi các chất có nhiệt độ hóa hơi cao hơi tập trung ở pha lỏng. Đây là một trong những cách phổ biến nhất để tách các chất, chẳng hạn trong các nhà máy lọc dầu. Các hệ chất mà thành phần pha không có sự khác biệt được gọi là hỗn hợp đẳng phí và do đó không thể được tách bằng chưng cất.

### Các tham số
Một số các tham số được định nghĩa để mô tả cân bằng hơi-lỏng của một hỗn hợp:
- Hệ số tách, mô tả tỉ lệ áp suất hơi bão hòa của các thành phần tham gia
- Hệ số K, mô tả tỉ lệ vật chất của một thành phần trong pha lỏng và pha hơi
- Độ bay hơi tỉ đối, mô tả tỉ số giữa hai hệ số K

Tất cả những số liệu quan trọng này đều giúp có thể nhận biết một cách đơn giản liệu một quá trình chưng cất có được thực hiện một cách hợp lý hay không.

## Biểu diễn
Cân bằng của các chất tinh khiết thường được biểu diễn bằng biểu đồ nhiệt độ-áp suất, nhưng thường logarit của áp suất được vẽ đồ thị theo nghịch đảo của nhiệt độ, vì với cách biểu diễn này cho ra một đường thẳng.

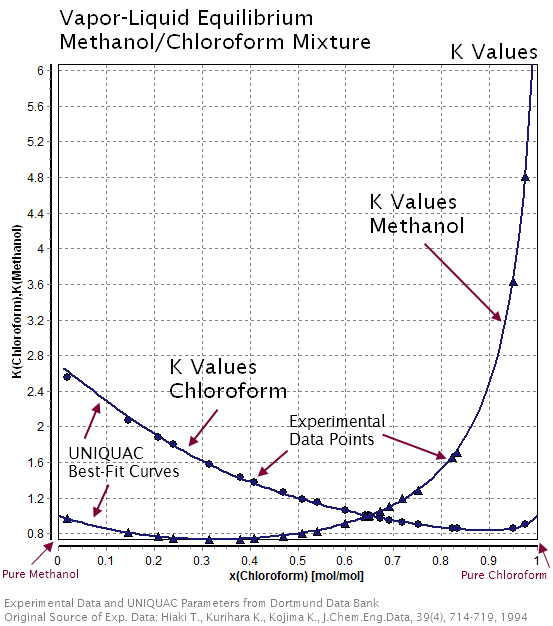
Biểu đồ giá trị K (với đường khớp hàm UNIQUAC), Hỗn hợp Chloroform/Methanol

Cân bằng hơi-lỏng của hỗn hợp hầu như được xác định nhờ thực nghiệm tại áp suất hoặc nhiệt độ không đổi. Do đó VLE của các hỗn hợp hai chất thường được biểu diễn bởi đồ thị nhiệt độ theo thành phần khi áp suất không đổi, hoặc áp suất theo thành phần với nhiệt độ không đổi trong các pha lỏng và hơi. Tập hợp dữ liệu nồng độ trong pha hơi được gọi là đường ngưng tụ, đối với pha lỏng gọi là đường sôi. Một cách biểu diễn khác thường được sử dụng là đồ thị của thành phần pha lỏng x theo thành phần pha hơi y.

## Mô hình hóa
Một cân bằng hơi-lỏng của một chất tinh khiết có thể được mô tả bởi những phương trình đơn giản, chẳng hạn phương trình Antoine, thường được rút ra từ phương trình Clausius-Clapeyron. Các phương trình này sử dụng các tham số đặc trưng cho chất và được khớp hàm theo dữ liệu áp suất hơi thực nghiệm.
Một cân bằng hơi-lỏng của hỗn hợp có thể được mô tả bởi xấp xỉ bậc nhất bằng định luật Raoult. Tuy nhiên, định luật này cần có hỗn hợp chất lý tưởng. Để có thể tính đến trạng thái trong thực tế, các mô hình hệ số hoạt hóa như Non-Random-Two-Liquid-Model (NRTL) hay UNIQUAC (Universal Quasichemical) được sử dụng, mô tả phần năng lượng Gibbs dư. Phương pháp Uniquac là phù hợp cho ước lượng các hệ số hoạt hóa.